# Nessa Childers
Nessa Maria Vereker Childers, född 9 oktober 1956, är en irländsk politiker.
Nessa Childers är dotter till den tidigare irländska presidenten Erskine H. Childers och Rita Childers. Hon studerade konstvetenskap och psykologi på Trinity College, Dublin och University College Dublin. Hon har arbetat som psykoanalytiker. 
Hon var 2004-08 lokalpolitiker för Comhaontas Glas (Gröna alliansen) i förorten Blackrock i södra Dublin. Nessa Childers har varit ledamot av Europaparlamentet sedan 2009. Hon lämnade i september 2008 Green Party för att kandidera för Irish Labour Party till Europaparlamentet 2009.
Nessa Childers lämnade Atbetarpartiet i juli 2013